# 徐南杓
徐南杓（1936年4月22日—）是一名韓裔美國工程師，曾接替羅伯特·勞夫林從2006年到2013年擔任第十三任韓國科學技術院院長。

## 生平
1936年出生於日治朝鮮，1954年跟隨到哈佛大學任教的父親一同前往美國升學。1959年從麻省理工學院取得機械工程學士，1964年再從卡尼基美隆大學取得機械工程博士學位，並且在匹茲堡歸化成為美國公民。他隨後長期任教於麻省理工學院，並且期間抽空任職於國家科學基金會。
就任校長期間，大刀闊斧進行了不少改革，例如規定終身聘任的教授必須接受更嚴格的審查、平均積分在B級以下的學生需繳交全額學費。

## 奖项
- 1997年 — 湖岩奖
- 2008年 — 仁村奖
- 2010年 — ASME獎章（英语：ASME Medal）